# Louis Cartan
Pour les articles homonymes, voir Cartan.
Louis Cartan, né le 19 décembre 1909 à Paris et décédé le 3 décembre 1943 à Wolfenbüttel en Allemagne, est un physicien et résistant français. Il est le fils du mathématicien Élie Cartan et le frère d'Henri Cartan, Jean Cartan et Hélène Cartan.

## Biographie
Louis Cartan, n'a que 33 ans quand il est déporté puis exécuté en Allemagne pour faits de résistance.
Fils du célèbre mathématicien Élie Cartan, après de remarquables études au lycée Hoche de Versailles, il envisage tout naturellement les grandes écoles. Mais une maladie cardiaque l’oblige à renoncer. Il passe alors une licence ès sciences et, tandis que son frère aîné Henri suit brillamment la voie des mathématiques, il opte, lui, pour la physique.
En 1932, Jean Cartan, le second de la fratrie, compositeur de grand talent,, meurt à 25 ans de tuberculose. La même année, Louis entre dans le laboratoire de Physique atomique dirigé par Maurice de Broglie. Il y fait des recherches approfondies sur « L’Optique des rayons positifs et ses applications à la spectrographie de masse », titre de la thèse de doctorat qu’il soutient en 1937. En 1938, il est Chargé de recherches. L’année suivante, il est nommé Maître de conférences de Physique mathématique à la Faculté des Sciences de Poitiers.
Survient la guerre. Tout en assurant ses cours à l’Université de Poitiers, il continue d’habiter Paris pour participer à des recherches intéressant la Défense Nationale, dans le laboratoire de Physique théorique dirigé par Louis de Broglie, et en même temps sous la direction d’André Léauté, professeur à l’École polytechnique. En octobre 1939, l’Académie des Sciences lui décerne le prix François Hébert.
En juin 40, c’est l’armistice. Louis Cartan, en complet accord avec sa jeune femme qui attend alors leur troisième enfant, décide de répondre à l’appel du Général de Gaulle, mais il renonce finalement à passer en Angleterre, jugeant qu’il mènerait plus efficacement son combat sur le sol occupé. Installé désormais  avec sa famille à Poitiers, fidèle à ses convictions patriotiques, il rejoint l’organisation clandestine du réseau réseau Renard. Malheureusement, à la fin de l’été 1942, avec les autres dirigeants du groupe, il est arrêté, emprisonné à Poitiers, puis déporté à Hinzert (camp de concentration). Après deux mois de travaux forcés, les résistants sont transférés à  la prison de Wolfenbüttel. Le 12 octobre 1943, Louis Cartan et neuf autres membres du réseau, dont son collègue géographe Théodore Lefebvre, sont jugés par le 2e sénat du Volksgerichtshof et condamnés à mort. La sentence est exécutée le 3 décembre.
Ce n’est qu’en 1945 que l’on apprit la mort de Louis Cartan. La famille, cruellement touchée, avait déjà perdu, en juillet 1944, le cousin germain de Louis, François Cuzin (1914-1944), brillant philosophe, résistant dans les Alpes de Haute-Provence, fusillé par les Allemands.

## Décoration
- Médaille de la Résistance française à titre posthume (31 mars 1947)[8]

## Publications
- Sur le déplacement, en champ électrostatique, d'enroulements magnéto-électroniques, Journal de Physique et le Radium, juin 1934.
- Sur une nouvelle méthode de focalisation des faisceaux d'ions positifs rapides. Application à la spectrographie de masse, Journal de Physique et le Radium, mars 1937.
- Spectrographe de masse. Les isotopes et leurs masses, préface de Maurice de Broglie, Paris, Hermann, 1937.
- Quelques techniques actuelles en physique nucléaire, en collaboration avec Jean Thibaud et Paul Comparat, Paris, Gauthier-Villars, 1938.

## Sources
- A la mémoire de quinze savants français lauréats de l’Institut assassinés par les Allemands, articles de Maurice de Broglie et André Léauté, membres de l’Institut, et de Jean Thibaud, professeur à la Faculté des sciences de Lyon, archives de l'Académie des sciences.
- Martyrs poitevins, un parmi tant d’autres, par Henri Auroux, éditions Geniteau / Le Picton, 1990.  (ISBN 2-906522-05-8)